# Харковецька сільська рада (Гадяцький район)
Харковецька сільська рада — колишній орган місцевого самоврядування у Гадяцькому районі Полтавської області з центром у селі Харківці. Площа території ради 4395,9 га, з них 3918,2 га — сільськогосподарські угіддя. Населення — 929 осіб, дворів — 381 (станом на 1 січня 2008 року). Голова ради — Вакуленко Сергій Васильович.

## Населені пункти
Сільраді були підпорядковані населені пункти:
- c. Харківці
- с. Бутовичеське
- с. Кияшківське
- с. Круглик